# Durch Mark und Bein
Durch Mark und Bein (engl. Fatal Voyage) ist der vierte Kriminalroman der US-amerikanischen Autorin Kathy Reichs. Im Mittelpunkt steht die forensische Anthropologin Dr. Temperance „Tempe“ Brennan, die nach einem Flugzeugabsturz in North Carolina erst Teil eines Teams ist, das die Leichen bergen und identifizieren soll. Nachdem Tempe in der Nähe der Absturzstelle einen menschlichen Fuß findet und ihn genauer untersuchen will, weil er nicht zum Rest der geborgenen Leichen passt, wird sie plötzlich suspendiert und mit absurden Vorwürfen konfrontiert, sie habe sich am Absturzort unprofessionell verhalten und damit die Untersuchung gefährdet. Um ihren Namen reinzuwaschen, ermittelt sie auf eigene Faust weiter. Ihre Ermittlungen führen sie zu einer verborgenen Hütte in der Nähe der Absturzstelle, in der, wie sich herausstellt, eine Geheimgesellschaft seit Jahren kannibalistische Rituale gefeiert hat. Gemeinsam mit dem zuständigen Sheriff der Region, Lucy Crowe, und ihrem kanadischen Kollegen Lieutenant-Detective Andrew Ryan gelingt es Tempe, die Mitglieder der Geheimgesellschaft zu ermitteln und die in der Hütte vergrabenen Leichen zu identifizieren.
Der Roman ist der vierte Roman in der Kriminalreihe um die forensische Anthropologin Dr. Temperance Brennan, deren Figur auch die Fernsehserie Bones – Die Knochenjägerin inspiriert hat. Die Untersuchung des Flugzeugabsturzes im Roman erhielt durch die Terroranschläge am 11. September 2001 in den USA eine unerwartete Aktualität.

## Inhalt
Im Mittelpunkt des Romans steht die forensische Anthropologin Dr. Temperance „Tempe“ Brennan, die abwechselnd in Charlotte, North Carolina, und Montreal, Kanada arbeitet. In diesem Roman ist Tempe zunächst Teil eines Teams, das mit der Identifikation der Opfer eines Flugzeugabsturzes im Naturschutzgebiet von Swain County, North Carolina, betraut wird. Bei der Suche nach den Leichenteilen der Opfer stößt Tempe auf ein Rudel Kojoten, die sich um etwas für sie Interessantes streiten – einen menschlichen Fuß. Aufgrund des weitreichenden Verwesungszustands kann dieser nicht von einem der Flugzeugpassagiere stammen, auch sonst passen die Werte des Fußes nicht zu den Angaben, die man zu den 88 Passagieren des Flugzeugs hat. Tempe durchsucht die Umgebung des Fundortes und stößt dabei auf eine scheinbar verlassene, verschlossene Hütte. Bevor sie jedoch mehr über den Fuß und die Hütte herausfinden kann, wird sie plötzlich von Lieutenant Governor Parker Davenport, dem Generalstaatsanwalt des Staates North Carolina, mit der Begründung von der Untersuchung des Flugzeugabsturzes abgezogen, dass sie sich auf dem Absturzort unberechtigterweise aufgehalten und mit Beweismaterial unprofessionell umgegangen sei. Dies wird auch noch an ihre Arbeitgeber und die Presse weitergegeben.
Um ihren Namen reinzuwaschen, beginnt Tempe daraufhin auf eigene Faust mit Ermittlungen in und um Swain County herum, um mehr über die Herkunft des Fußes und über die verlassene Hütte herauszufinden. Ihr zur Seite stehen Lucy Crowe, Sheriff in Swain County, und Andrew Ryan, ihr Kollege bei der Polizei in Montreal. Ryan ist ebenfalls in Swain County, weil bei dem Flugzeugabsturz sein langjähriger Partner bei der Polizei ums Leben kam, dessen Aufgabe es war, einen Strafgefangenen und wichtigen Zeugen zu überführen. Im Zusammenhang mit dem Absturz wird auch geprüft, ob der Absturz dazu dienen sollte, den Zeugen aus dem Weg zu schaffen, oder ob es sich eventuell um einen Terroranschlag handeln könnte.
Die Nachforschungen von Tempe, Lucy Crowe und Andrew Ryan ergeben, dass die Hütte einer Gesellschaft namens H&F gehört, denen Tempe zumindest einige Namen zuordnen kann. Bei ihren Nachfragen zur Hütte und zu dieser Gesellschaft stößt Tempe aber auf eher unwillige Gesprächspartner in der Bevölkerung. Gemeinsam mit Lucy Crowe untersucht sie die Umgebung der Hütte, wobei Tempes Hund eine Stelle findet, an der vermutlich die Leiche vergraben war, zu der der Fuß gehört. Dennoch machen sie bei dem Fuß und der Hütte selbst zunächst keine Fortschritte, weil kein Richter einen Untersuchungsbeschluss für die Hütte ausstellt. Dies ändert sich erst, als Lucy Crowe mit Tempe und einigen ihrer Leute die Hütte mit der Begründung in genaueren Augenschein nimmt, dass dort vielleicht sich Überlebende des Flugzeugabsturzes verkrochen haben. Sie finden im Keller der Hütte zwei Leichen in unterschiedlichem Verwesungszustand sowie Wandmalereien und Beschriftungen, die sich, wie sich herausstellt, zum größten Teil auf Kannibalismus in Kunst und Geschichte beziehen. Nun ist eine genauere Untersuchung der Hütte mit richterlicher Anordnung möglich, und man findet eine Vielzahl von Leichen vergraben, offenbar aus unterschiedlichen Jahren. Spuren an den Leichen deuten nach Tempes Analyse auf Kannibalismus hin.
Einen weiteren Durchbruch erzielt Tempe, als die Witwe eines Mitglieds der H&F-Gesellschaft, die ihr zunächst zu H&F und zur Hütte nicht weiterhelfen wollte, ihr das Tagebuch ihres verstorbenen Mannes zuschickt. Aufgrund des Tagebuchs und weiterer Informationen, die Tempe zugespielt werden, verdichtet sich das Bild einer Geheimgesellschaft, die sich zunächst zum Jagen und Feiern gegründet hat und sich als elitärer Club sah. Als ein Gast der Gesellschaft ums Leben kam, initiierte einer der früheren Vorsitzenden der Gesellschaft ein kannibalistisches Ritual, das alle zur Geheimhaltung verpflichtete. Das Töten eines alten Menschen und der anschließende Kannibalismus wurde zum Initiationsritus für alle neuen Mitglieder der H&F oder Hell Fire Club. Die Leichen im Keller der Hütte sind ältere Menschen aus Swain County, die von den Mitgliedern für das kannibalistische Ritual getötet und anschließend vergraben wurden.
Tempe gelingt es mit ihren Ermittlungen, das Rätsel um den Fuß aufzuklären und damit auch ihre These zu beweisen, dass der Fuß nicht vom Flugzeugabsturz stammt. Wie sich außerdem herausstellt, ist Parker Davenport, der für Tempes Suspendierung verantwortlich war, Mitglied des H&F und beabsichtigten mit der Suspendierung, Tempe von einer genaueren Untersuchung des Fußes und der Hütte abzuhalten. Davenport wird gefunden, nachdem er sich erschossen hat. Auch die Ursache des Flugzeugabsturzes wird geklärt: Es war kein Terroranschlag, sondern vielmehr eine Verkettung unglücklicher Umstände und technischer Probleme, die zu einem Feuer im Gepäckraum und zum Ausfall der Elektrik führten.

## Form
Der Roman ist aus der Ich-Perspektive der Hauptfigur Temperance Brennan geschildert. Da die Autorin Kathy Reichs selbst forensische Anthropologin ist, kann sie in den Roman ihr eigenes berufliches Wissen einflechten. Wie ihre Figur Temperance Brennan ist auch Reichs für forensische Untersuchungen in North Carolina und in Montreal, Kanada, zuständig. Wie Tempe Brennan ist Reichs ferner auch Mitglied von DMORT, ein staatliches Krisenreaktionsteam (Disaster Mortuary Operational Team). Diese Mischung aus persönlicher Erzählung aus der Ich-Perspektive und realistischer Schilderung aus der Arbeit der forensischen Anthropologie ist, was die Romane von Kathy Reichs auszeichnet und was von der Literaturkritik lobend hervorgehoben wird.

## Stellung in der Literaturgeschichte
Kathy Reichs' Romane werden gemeinsam mit denen von z. B. Patricia Cornwell als Beispiele des forensischen Kriminalromans genannt, in der die Hauptfigur unter anderem mit den wissenschaftlichen Mitteln der Forensik Kriminalfälle löst.

## Rezeption

### Verkauf, Übersetzung, Adaption als Hörbuch und im Fernsehen
Das Buch war unter anderem direkt nach Veröffentlichung auf den Bestsellerlisten der New York Times. Der Roman wurde in mehrere Sprachen übersetzt, darunter ins Deutsche, Französische, Italienische, Chinesische und Hebräische. Der Roman war auch Vorlage für mehrere Hörbuchausgaben, unter anderem im Englischen mit Katherine Horowitz als Sprecherin und in der deutschen Übersetzung mit Katharina Spierling als Sprecherin.
Die forensischen Kriminalromane von Kathy Reichs um die Figur Temperance Brennan dienten auch als Inspiration für die Fernsehserie Bones – Die Knochenjägerin. Obwohl die Hauptfigur in Bones auch Temperance Brennan heißt, wurden als Vorlage für die Fernsehserie aber eher Aspekte aus Kathy Reichs eigenem Leben verarbeitet, nicht so sehr die Figuren und die Handlungen der Romane.

### Aktualität zur Veröffentlichung
Das Buch beschreibt ausführlich die Aktivitäten zur Bergung und Identifizierung der Opfer nach einem Flugzeugabsturz, einschließlich der Arbeiten, um die Absturzursache wie etwa einen Terroranschlag zu ermitteln. Der Roman erschien im Juli 2001 und hatte eine von der Autorin nicht erwartete Aktualität mit den Terroranschlägen am 11. September in den USA. Reichs selbst war als Mitglied der staatlichen Katastrophen-Einsatzgruppe DMORT (Disaster Mortuary Operational Team) an der Bergung und Identifizierung der Opfer in New York beteiligt. In einem Interview sagte Reichs, die Bergungsarbeiten hätten sie trotz ihrer langjährigen Berufserfahrung sehr erschüttert. Im Nachwort zu ihrem Roman schreibt sie dazu: "Die Wirklichkeit jenes Tages übertraf alles, was ich mir als Romanschriftstellerin hätte ausdenken können."

### Rezensionen
Publishers Weekly lobt die spannende Handlung, speziell im letzten Viertel des Buches, und weist darauf hin, dass es aber die Charakterentwicklung von Temperance Brennan im nun immerhin vierten Roman der Kriminalreihe ist, der das Buch über die Konkurrenz hinaushebt.
Kim Bunce im Guardian hebt die Eröffnungsszene des Romans hervor, in der die Arbeiten nach dem Flugzeugabsturz geschildert werden. Hier schafft es Reich wie bei ihren anderen Romanen, den Leser gleich zu fesseln. Bunce weist ferner auf den von Reichs komplex gewebten Plot hin und lobt die gute Lesung des Hörbuchs durch Katherine Borowitz.
Ann Bruns von Bookreporter.com lobt ebenfalls die gelungene Charakterzeichnung der Temperance Brennan hervor und wie Reichs es gelingt, eine persönliche Geschichte mit dem Kriminalfall zu verknüpfen. Die Tatsache, dass Reichs selbst forensische Anthropologin ist und deshalb der Geschichte einen realistischen Hintergrund geben kann, wird ebenfalls positiv vermerkt.

### Textausgaben
- Kathy Reichs: Fatal Voyage. Scribner, New York 2001, ISBN 0-684-85972-6.
- Kathy Reichs: Durch Mark und Bein. Aus dem Englischen übersetzt von Klaus Berr. Blessing, München 2002, ISBN 3-89667-197-9. (Hardcover)
- Kathy Reichs: Durch Mark und Bein. Aus dem Englischen übersetzt von Klaus Berr. Blanvalet, München 2003, ISBN 3-442-35915-5. (Taschenbuch)
- Kathy Reichs: Durch Mark und Bein. Aus dem Englischen übersetzt von Klaus Berr. Blessing, München 2006, ISBN 3-89667-309-2. (einmalige Sonderausgabe "10 Jahre Karl Blessing Verlag", broschiert)

### Hörbuch
- Kathy Reichs: Fatal Voyage. Hörbuch, gelesen von Katherine Borowitz. Random Audio, New York 2001, ISBN 978-0-684-85972-9. (Hörbuch in englischer Originalsprache)
- Kathy Reichs: Fatal Voyage. Hörbuch, gelesen von Kate Harper. BBC Audiobooks America, Hampton, NH, 2002, ISBN 9780792727477. (Hörbuch in englischer Originalsprache)
- Kathy Reichs: A Fatal Audio Collection. Hörbücher, gelesen von Michele Pawk und Katherine Borowitz. Simon & Schuster Audio, New York 2004, ISBN 9780743554695. (englisches Audiobuch, Sammelausgabe mit Fatal Voyage, Grave Secrets und Bare Bones in einer Ausgabe)
- Kathy Reichs: Durch Mark und Bein. Aus dem Englischen übersetzt von Klaus Berr. Gekürzte Audiofassung, gelesen von Hansi Jochmann. Random House Audio, Köln 2006, ISBN 9783866042155. (deutsches Hörbuch, gekürzte Fassung)
- Kathy Reichs: Durch Mark und Bein. Aus dem Englischen übersetzt von Klaus Berr. Digitales Hörbuch, gelesen von Katharina Spiering. Random House Audio, New York 2012, ISBN 9783837111644. (deutsches Hörbuch)

### Sekundärliteratur
- Fatal Voyage (Buchrezension). In: Publishers Weekly, 21. Mai 2001.
- Kim Bunce: Fatal Voyage by Kathy Reichs read by Katherine Borowitz (Hörbuchrezension). In: The Guardian, 29. Juli 2001.